# Mallerstang
Mallerstang (pronunciat segons AFI /ˌmɔl.ləɹˈstæŋ/) és un municipi del Regne Unit, situat al comtat de Cúmbria, al naixement del riu Eden. És un dels llocs relacionats amb la llegenda artúrica.

## Geografia
Mallerstang està situat en una vall al nord de dos turons: el High Seat (709 m) i el Hugh Seat (689 m), entre els quals neix el riu Eden. Altres punts elevats que envolten el municipi són: el Wild Boar Fell (708 m) i Gregory Chapel (695 m). La contrada té un petit bosc que va ser la llar dels darrers llops, porcs senglars i cérvols de la regió.
Els habitants de Mallerstang anomenen Red Gill Beck al riu Eden quan passa per una torbera anomenada Black Fell Moss, després li diuen Hell Gill Beck, passant per la part baixa del Hugh Seat, i a partir de la cascada Hell Gill Force ja comencen a dir-li Eden. a prop d'aquest punt hi ha una gruta subterrània Eden Sike Cave, de 772 m de llargada i entre 9 i 15 metres de profunditat.

## Població
La població és escassa: segons el cens del 2011 hi havia 173 habitants repartits entre uns 10 km de territori en la vall de l'Eden. Les cases no estan centrades en un nucli, sinó escampades en petis llogarets i algunes més aïllades. El llogaret més important és Outhgill, amb cases de pedra que conserven l'estil dels colons nòrdics que es van establir per primera vegada en aquest indret.
Amb la tendència a la baixa del nombre d'habitants, el 1960 es va tancar l'edifici que feia de casa de la vila, el Travers Institute, i el 1990 es va tancar l'oficina de correus. L'església encara roman oberta, està dedicada a l'advocació de la Mare de Déu.

## Dades històriques

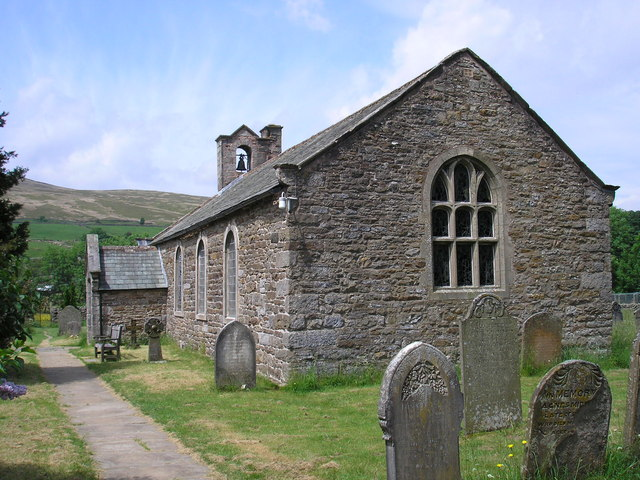
Església de Mallerstang, a Outhgill.

La carretera que travessa la vall de l'Eden per Mallerstang porta el nom de la comtessa de Pembroke, Anne Clifford, una dama que es va fer famosa per tenir més d'una residència i passar sovint amb el seu carruatge de l'una a l'altra. Antigament era un camí que els romans feien servir per transitar entre els fortins que van construir per la zona. Un pastor de Mallerstang va trobar el 1927 unes monedes romanes a la vora d'aquesta carretera. Aquestes monedes que van anomenar Mallerstang hoard («el tresor de Mallerstang») es conserven actualment en el Museu Tully a la ciutat de Carlisle. El camí, però, no el van construir els romans, era una via de comunicació que s'havia fet servir des de l'edat del bronze, i s'han trobat restes d'eines que denoten la presència humana en èpoques encara anteriors.
L'església, situada a Outhgill, data del segle XIV per voluntat de lady Idonea de Veteripont. Segles més tard l'edifici amenaçava ruïna i lady Anne Clifford la va fer restaurar el 1663. Una placa sobre la porta commemora aquest fet.
Al municipi hi ha un castell, el Pendragon Castle, que lady Anne també va fer reconstruir. Segons la llegenda seria el castell que va fer construir Uther Pendragon, pare del rei Artús. Si aquesta llegenda té algun fonament probablement mai se sabrà. Les poques investigacions arqueològiques que s'han fet indiquen que es tracta d'una edificació normanda de l'època del rei Guillem II d'Anglaterra i no hi ha cap prova que demostri que anteriorment hi hagués un altre castell. Aquest castell va ser una de les residències preferides de lady Anne Clifford, però el seu hereu, el comte de Thanet, el va abandonar i al llarg dels tres segles següents es va anar deteriorant fins a acabar sent el conjunt de runes envoltades de misteri que es veu avui dia.

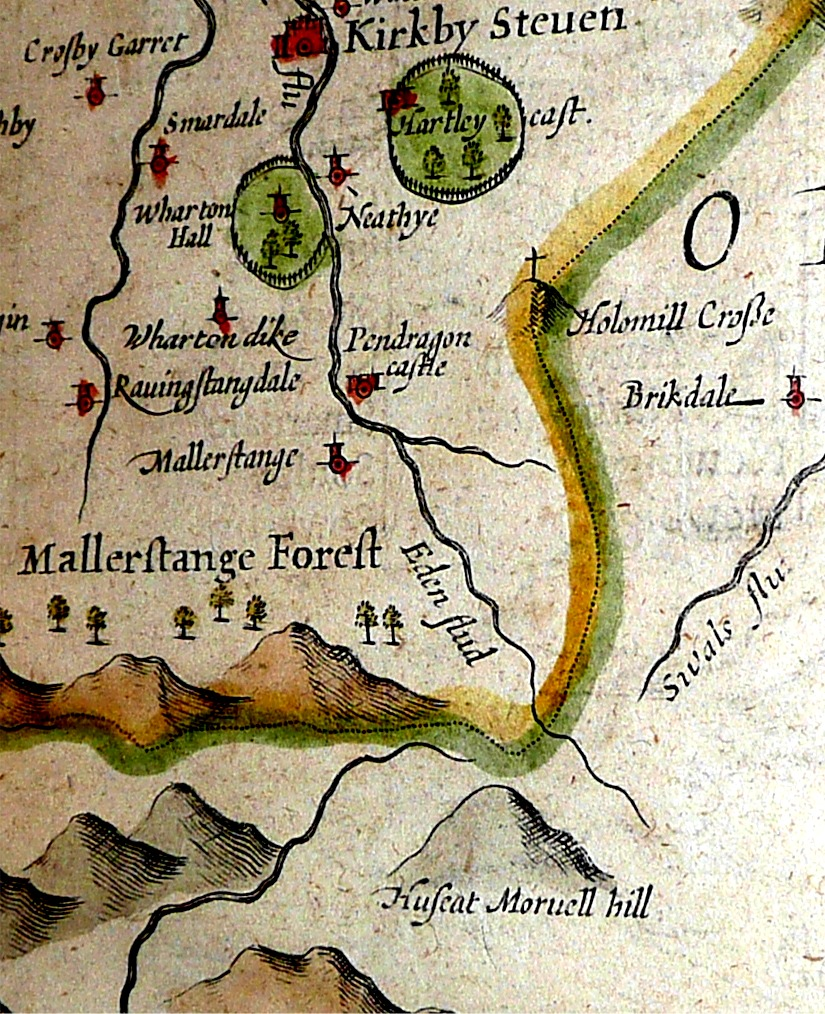
Mapa del 1610, la muntanya pintada en gris a la part de baix "Huseat Morvel hill" és el Hugh Seat.

Un altre senyor que va tenir el castell va ser sir Hugh de Morville, lord de Westmorland. Fou un dels quatre cavallers que van matar l'arquebisbe Thomas Becket a la catedral de Canterbury i la llegenda diu que ho va fer perquè la muntanya del davant de casa seva el tenia embruixat. De fet, el turó Hugh Seat, s'anomena així per ell i es diu que l'altre turó proper, el Wild Boar Fell, visible des del castell mirant cap al nord, va exercir una influència malèfica sobre ell. La mala fama del Wild Boar Fell sorgeix del fet que el seu perfil, mirat a contrallum, recorda el cap d'un arquebisbe amb la mitra posada.
El 24 de febrer del 1537 deu homes de Mallerstang van ser penjats per haver participat en la revolta anomenada Pelegrinatge de Gràcia. Els revoltats, uns 6.000, s'havien reunit al castell de Lammerside, que està al nord de Mallerstang, i van anar fins a Carlisle a expressar la seva protesta contra el govern del rei Enric VIII d'Anglaterra. El duc de Norfolk, Thomas Howard i sir Thomas Wharton, van atacar els manifestants que van cercar refugi pel bosc de Mallerstang.
El municipi va continuar sent un lloc de dissensió religiosa i al segle xvii, un grup de famílies es van fer quakers, en una època que els qui diferien de la religió oficial estaven perseguits.
Richard Faraday va ser un remarcable home de negocis que vivia al proper Kirkby Stephen, el seu germà James va establir una ferreria a Outhgill i aquest va ser el pare del famós científic Michael Faraday.